# Hermannia
- Commons
- Wikispecies

Hermannia L. é um género botânico pertencente à família Malvaceae.

## Espécies
- Hermannia filifolia
- Hermannia pauciflora
- Hermannia texana
- Hermannia tigrensis
- «Lista completa»

## Classificação do gênero
| Sistema | Classificação                        | Referência               |
| ------- | ------------------------------------ | ------------------------ |
| Linné   | Classe Monadelphia, ordem Pentandria | Species plantarum (1753) |